# Inner Ear
Inner Ear is een Noors platenlabel waarop jazz uitkomt. Het werd in 2007 opgericht in Bodø, Noorwegen, door de jazzmusici en broers Tore Johansen en Roger Johansen. Ze begonnen het nadat hun vorige label, Gemini Records, ermee was gestopt. De naam "Inner Ear" is volgens Johansen gebaseerd op "het feit dat alle muzikale schepping, zonder uitzondering, voortkomt uit het brein van de musici. Ze horen de muziek met hun "inner ear" voordat ze het spelen".

## Discografie
Voor een overzicht van de uitgekomen platen, zie het artikel Discografie Inner Ear.